# اس ان ۱۹۹۷ اف اف

اس ان 1997 اف اف

اس ان 1997 اف اف ( به انگلیسی: SN1997ff ) دورترین ابرنواختری است که تا به امروز توسط تلسکوپ فضایی هابل کشف شده است. تحلیل های به دست آمده از نور این ابرنواختر که 11.3 میلیارد سال نوری با ما فاصله دارد، نشان از انرژی پنهان و مرموزی است که به گسترش کیهان کمک میکند.